# 시마타촌 (야마구치현)
시마타촌(島田村)은 야마구치현 구마게군에 설치되었던 촌이다. 현재의 히카리시 서부에 해당한다.